# Хэдден, Брайтон
Брайтон Хэдден (англ. Briton Hadden; 18 февраля 1898 — 27 февраля 1929 года) — соучредитель журнала Time. Основал издание вместе со своим однокурсником Генри Люсом. Он был первым редактором Time и изобретателем революционного стиля письма, известного как Timestyle. 
Несмотря на недолгую жизнь (умер в 31 год), он считается одним из самых влиятельных журналистов двадцатых годов, мастером-новатором и стилистом и знаковой фигурой Века джаза.

## Ранние годы
Хэдден начал карьеру журналиста в школьной газете Poly Prep в Бруклине. Кроме того, он распространял среди одноклассников подпольную рукописную газету The Daily Glonk. В 15 лет Брайтон Хэдден перешел в школу Хотчкисс в Коннектикуте. Там он познакомился с Генри Люсом, который стал его другом и партнёром на всю жизнь. Хэдден был главным редактором школьной газеты Hotchkiss Record, а Люс — его помощником. Оба поступили в Йельский университет, где Хэдден стал председателем, а Люс — главным редактором газеты The Yale Daily News. Люс и Хэдден являлись членами тайного университетского сообщества «Череп и кости». Именно там у них появилась идея создать еженедельный журнал нового формата.

## Начало карьеры
Получив степень бакалавра в Йельском университете в 1920 году, Хэдден какое-то время писал для газеты New York World, где его наставлял один из самых известных и успешных редакторов Герберт Байярд Своуп. В конце 1921 года Хэдден написал Люсу, который уволился из Chicago Daily News, и предложил вместе поработать в Baltimore News. В Балтиморе они проводили свои ночи, работая над идеей новостного журнала, который они изначально собирались назвать Facts.

## Основание журнала Time
В 1923 году Хэдден и Люс стали одними из основателей журнала Time вместе с Робертом Ливингстоном Джонсоном и другим однокурсником Йельского университета. Хэдден и Люс в течение нескольких лет сменяли друг друга на посту президента компании, однако Хэдден был главным редактором издания в течение четырёх с половиной из первых шести лет существования журнала и считался «председательствующим гением». Джонсон занимал пост вице-президента и рекламного директора. В самые ранние годы журнал создавали на заброшенном пивоваренном заводе, в 1925 году редакция переехала в Кливленд и вернулась в Нью-Йорк только в 1927 году. В течение следующего года и нескольких месяцев редакция Time находилась по адресу: 25 W. 45th Street в Манхэттене. Там же сидела редакция журнала The New Yorker. Таким образом, в одном здании работали две знаковые фигуры в мире журналистики 1920-х годов — Брйтон Хэдден и Гарольд Росс.

## Болезнь и смерть
В декабре 1928 года Хэдден заболел. Он умер два месяца спустя, скорее всего, из-за Streptococcus viridans, которые попали в его кровь, вызвав сепсис. Перед смертью Хэдден подписал завещание, согласно которому все его акции в Time Inc. переходили матери и его семье было запрещено продавать эти акции в течение 49 лет. После смерти Хэддена Люс сформировал синдикат, которому удалось завладеть акциями Хэддена в обход его последней воле.